# Championnat du Kirghizistan de football 2016
Navigation
Saison précédente Saison suivante
La saison 2016 du Championnat du Kirghizistan de football est la vingt-cinquième édition de la première division au Kirghizistan. Il n'y a que sept équipes engagées cette saison et la compétition prend la forme d'une poule unique où les formations s'affrontent à trois reprises.
C'est le FC Alay Och, tenant du titre, qui remporte à nouveau la compétition cette saison après avoir terminé en tête du classement final, avec deux points d'avance sur le Dordoi Bichkek et six sur l'Alga Bichkek. C'est le troisième titre de champion du Kirghizistan de l'histoire du club.
Le vainqueur du championnat se qualifie pour la phase de groupe de la Coupe de l'AFC 2017, la compétition inter-clubs de deuxième niveau en Asie tandis que le vainqueur de la Coupe nationale doit passer par le tour préliminaire.

## Les clubs participants
- Dordoi Bichkek
- Abdish-Ata Kant
- FC Alay Och
- Alga Bichkek
- FC Ala-Too
- Aldiyer Kurshab - Promu de D2
- FC Khimik Kara-Balta - Promu de D2

## Compétition
Le barème de points servant à établir le classement se décompose ainsi :
- Victoire : 3 points
- Match nul : 1 point
- Défaite : 0 point

### Classement
| Rang | Équipe                | Pts | J  | G  | N | P  | Bp | Bc | Diff |
| ---- | --------------------- | --- | -- | -- | - | -- | -- | -- | ---- |
| 1    | FC Alay OchT          | 45  | 18 | 14 | 3 | 1  | 59 | 10 | +49  |
| 2    | Dordoi BichkekC       | 43  | 18 | 13 | 4 | 1  | 52 | 18 | +34  |
| 3    | Alga Bichkek          | 39  | 18 | 12 | 3 | 3  | 37 | 20 | +17  |
| 4    | Abdish-Ata Kant       | 22  | 18 | 6  | 4 | 8  | 28 | 23 | +5   |
| 5    | FC Khimik Kara-BaltaP | 14  | 18 | 4  | 2 | 12 | 30 | 59 | -29  |
| 6    | FC Ala-Too            | 10  | 18 | 3  | 1 | 14 | 15 | 39 | -24  |
| 7    | Aldiyer KurshabP      | 7   | 18 | 2  | 1 | 15 | 20 | 72 | -52  |

|  | Qualification pour la Coupe de l'AFC 2017                                                    |
|  | T : Tenant du titre C : Vainqueur de la Coupe du Kirghizistan P : Promu de deuxième division |

#### Résultats
| Résultats (▼dom., ►ext.) | AAK | ATN | AOS | AKU | ABI | DBI | KAB | AAK | ATN | AOS  | AKU  | ABI | DBI | KAB |
| Abdish-Ata Kant          |     | 2-0 | 0-1 | 3-1 | 0-1 | 0-1 | 4-1 |     | 1-1 |      | 5-0  |     | 3-3 |     |
| FC Ala-Too               | 0-2 |     | 2-4 | 0-2 | 1-0 | 1-5 | 4-1 |     |     | 0-3  | 0-2  |     |     | 0-1 |
| FC Alay Och              | 3-0 | 4-0 |     | 2-2 | 1-0 | 4-0 | 6-0 | 2-0 |     |      |      |     | 1-1 | 5-0 |
| Aldier Kurshab           | 0-2 | 3-0 | 1-5 |     | 1-3 | 1-3 | 5-1 |     | 0-3 | 1-12 |      | 0-2 |     |     |
| Alga Bichkek             | 2-1 | 2-0 | 1-0 | 4-4 |     | 0-0 | 5-2 | 2-1 |     | 0-1  |      |     |     | 4-1 |
| Dordoi Bichkek           | 2-1 | 3-1 | 1-1 | 1-0 | 2-1 |     | 4-1 |     | 2-1 |      | 13-0 | 3-1 |     |     |
| FC Khimik Kara-Balta     | 1-1 | 2-1 | 1-4 | 4-2 | 2-3 | 1-6 |     | 2-2 |     |      | 9-1  |     | 0-2 |     |

## Bilan de la saison
| Championnat du Kirghizistan de football 2016 |                        |
| Champion                                     | FC Alay Och (3e titre) |
| Coupes et trophées                           |                        |
| Vainqueur de la Coupe du Kirghizistan 2016   | Dordoi Bichkek         |
| Qualifications continentales                 |                        |
| Coupe de l'AFC 2017                          | FC Alay Och            |
| Coupe de l'AFC 2017                          | Dordoi Bichkek         |
| Promotions et relégations                    |                        |
| Promus en Vysshaya Liga                      |                        |
| Relégués en Deuxième division                |                        |